# Villavelayo
Villavelayo is een gemeente in de Spaanse provincie en regio La Rioja met een oppervlakte van 89,07 km². Villavelayo telt 52 inwoners (1 januari 2016).

## Demografische ontwikkeling

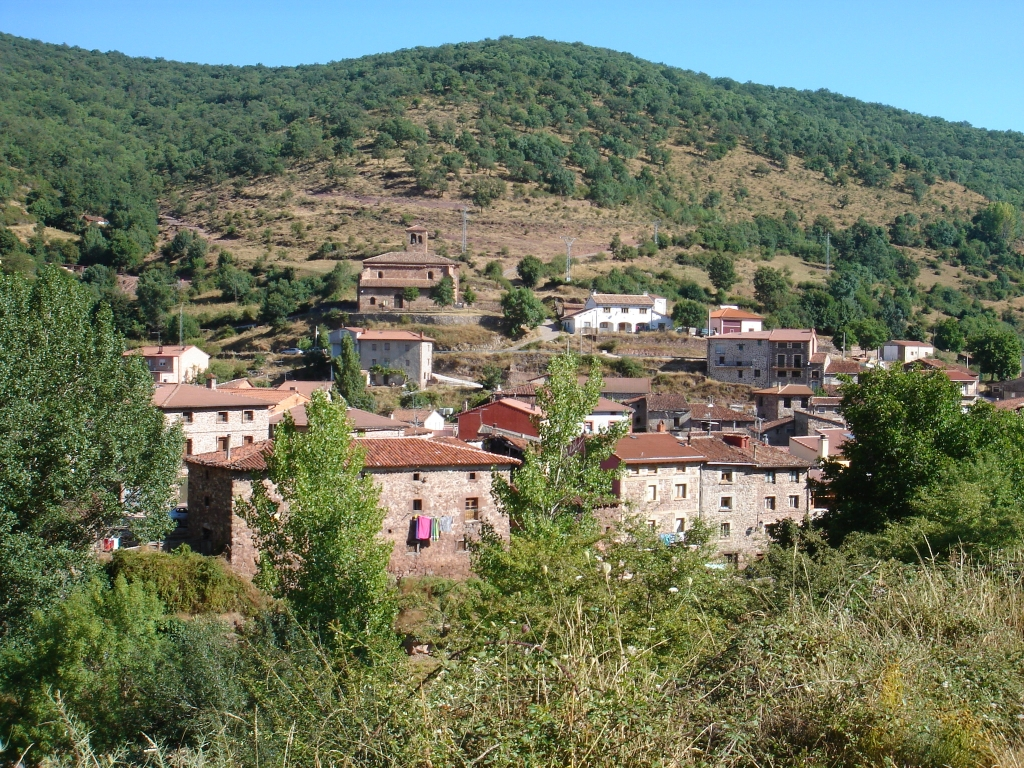

Bron: INE, 1857-2011: volkstellingen